# Навчально-виховний комплекс № 7 (Умань)
Навчально-виховний комплекс «Загальноосвітня школа І-ІІІ ступенів № 7-колегіум» Уманської міської ради Черкаської області — загальноосвітній заклад повної середньої освіти в місті Умань, Черкаська область.

## Історія
- 1910—1911 р.р. — О. Левицька на свої кошти побудувала двоповерховий будинок з 7 класними кімнатами
- 1921 рік. Директор трудової семирічної школи Казанський Володимир Васильович. В школі укомплектовано 9 класів.

Вперше введено українську мову в навчальний план.
- 1927 рік. Директор трудової школи № 7 Весельков Михайло Іванович. Кількість класів — 15
- 1935 рік — перший випуск 10-го класу
- Вересень 1956 року. Директор школи Цвіліховський Василь Михайлович. Заступник директора — Солов'йов П. О.
- 1995—2004 р.р. — директор школи Байковський Володимир

Анатолійович. Заступники директора — Матвієнко Л. Д.,
- 2006 рік. Школа зустрічає свій 120-річний ювілей.

## Цікаві факти
- З 2010—2011 року школа налічує 620 учнів
- Уроки проходять парами
- Уроки тривають 40 хв.
- 7 школа має гуманітарний вектор розвитку